# شورابه سفلی دو
شورابه سفلی دو یک روستادر ایران است که در بخش کوهنانی واقع شده‌است. شورابه سفلی دو ۱۹۲ نفر جمعیت دارد.